# گور لیژیا
گور لیژیا (انگلیسی: The Tomb of Ligeia) یک فیلم ترسناک به کارگردانی راجر کورمن محصول سال ۱۹۶۴ است که بر پایهٔ داستان کوتاه لیژیا از ادگار آلن پو ساخته شد. از بازیگران آن وینسنت پرایس، الیزابت شپرد، ریچارد ورنون، فرانک تورنتون و رانالد آدام را می‌توان نام برد.